# Logania faustina
Logania faustina är en fjärilsart som beskrevs av Hans Fruhstorfer 1914. Logania faustina ingår i släktet Logania och familjen juvelvingar. Inga underarter finns listade i Catalogue of Life.